# Meikyoku kissa

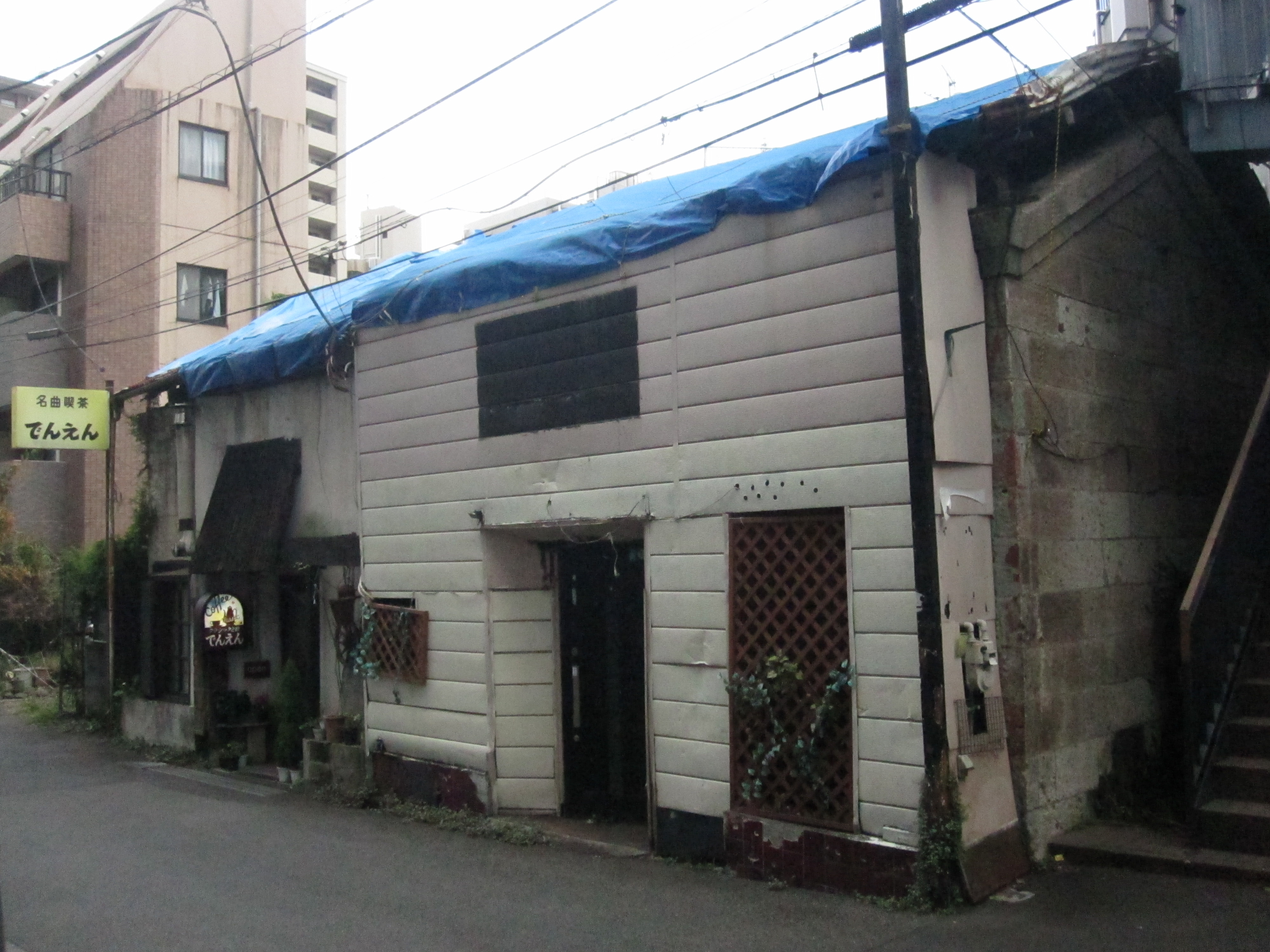
"Den-en", một ví dụ về meikyoku kissa nổi tiếng, tại Kokubunji, Tokyo.

Meikyoku kissa (名曲喫茶 quán cà phê nhạc cổ điển) là thuật ngữ tiếng Nhật để chỉ loại hình quán cà phê nơi khách hàng có thể nghe nhạc cổ điển khi thưởng thức cà phê và các loại đồ uống khác. Tại nhiều nơi, vị khách có thể yêu cầu bản nhạc yêu thích của mình.bMeikyoku kissa lần đầu tiên xuất hiện vào thập niên 1950. Hầu hết mọi người không thể mua đĩa LP đắt tiền, vì vậy họ nghe nhạc cổ điển tại các quán cà phê kiểu này. Hiện nay, số lượng meikyoku kissa tại Nhật Bản đang giảm dần.